# National Football League 2013
Sezóna National Football League 2013 byla 94. ročníkem základní části Národní Fotbalové Ligy (NFL). Tuto sezónu získali Seattle Seahawks svůj první titul v historii klubu poté, co v Super Bowlu XLVIII přesvědčivě porazili Denver Broncos 43:8. Super Bowl se hrál na stadionu MetLife Stadium v East Rutherfordu 2. února 2014 a bylo to poprvé co Super Bowl hostilo New Jersey a poprvé, co hrálo venku v chladném podnebí. Quarterback Broncos Peyton Manning byl jmenován Nejužitečnějším hráčem (MVP) základní části podle Associated Press (AP) popáté v kariéře, což je nový rekord NFL. Manning si za rekordní počet naházených yardů a přihrávek na touchdown rovněž odnesl cenu pro AP NFL Ofenzivního hráče roku. Defenzivním hráčem roku se pak stal Middle linebacker Caroliny Panthers Luke Kuechly.

## Přestupy hráčů
Sezóna 2013 začala 12. března, čímž mohlo začít vyjednávání s volnými hráči. Základní platový strop pro každý tým byl nastaven na 123 milionů dolarů.

### Volní hráči
K dispozici bylo celkem 524 volných hráčů. Ze všech byli nejvíce ceněni:
 Wide receiveři Mike Wallace (přestoupil ze Steelers k Dolphins), Greg Jennings (z Packers do Vikings) a Wes Welker (z Patriots do Broncos) 
 Defensive end Cliff Avril (z Lions do Seahawks) 
 Safety Dashon Goldson (ze 49ers do Buccaneers) 
 Offensive tackle Jake Long (z Dolphins do Rams) 
 Running baci Steven Jackson (ze St. Louis Rams do Falcons) a Reggie Bush (z Miami Dolphins do Detroit Lions)
Na osm hráčů byl svými týmy uplatněn "franchise tag", čímž si zajistily, že v případě přestupu do jiného týmu obdrží patřičné odškodné. Těmito hráči byli Brandon Albert (Kansas City Chiefs), Jairus Byrd (Buffalo Bills), Ryan Clady (Denver Broncos), Michael Johnson (Cincinnati Bengals), Pat McAfee (Indianapolis Colts), Henry Melton (Chicago Bears), Anthony Spencer (Dallas Cowboys) a Randy Starks (Miami Dolphins). Žádný z těchto hráčů nakonec nezměnil tým.

### Zajímavé přestupy
Následující přestupy byly zajímavé, protože zahrnovaly hráče účastnící se Pro Bowlu, nebo hráče draftované v prvním kole:
Před sezónou
- 27. února – Kansas City Chiefs získali ze San Francisca Quarterbacka Alexe Smithe výměnou za právo volby v druhém kole Draftu NFL 2013 (49ers ho později vyměnili s Tennessee Titans) a podmínečné právo volby v druhém kole Drafftu NFL 2014.[6] Smith se stal jedničkou Draftu NFL 2005, ale v průběhu sezóny byl nahrazen Colinem Kaepernickem.[6]

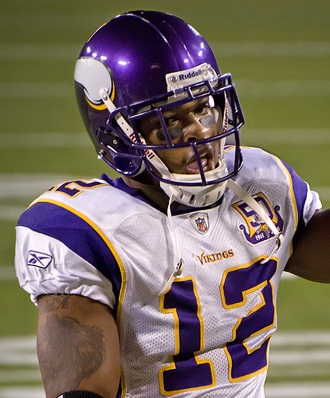
Percy Harvin byl vyměněn Vikings do Seahawks

- 11. března – Wide receiver Percy Harvin byl vyměněn Vikings do Seattlu Seahawks za právo volby v prvním kole Draftu NFL 2013 (ve kterém si Vikings vybrali Xaviera Rhodese) a sedmém kole. Seahawks kromě hráče dostali rovněž právo volby ve třetím kole Draftu NFL 2014.[7] Harvin byl držitelem ceny NFL Ofenzivní nováček roku a rovněž byl vybrán do All-Pro týmu, ale během kariéry utrpěl několik zranění a byl u Vikings nespokojený, tak zažádal o přestup.[8] Seahawks později s harvin podepsali kontrakt na šest sezón za 67 milionů dolarů (25,5 milion garantovaných).
- 11. března – San Francisco 49ers získalo Wide receivera Anquana Boldina z Baltimore Ravens za právo volby v šestém kole Draftu NFL 2013. Boldin, trojnásobný Pro-Bolwer a bývalý NFL Ofenzivní nováček roku odmítl navrhované snížení platu ze strany Ravens.[9]

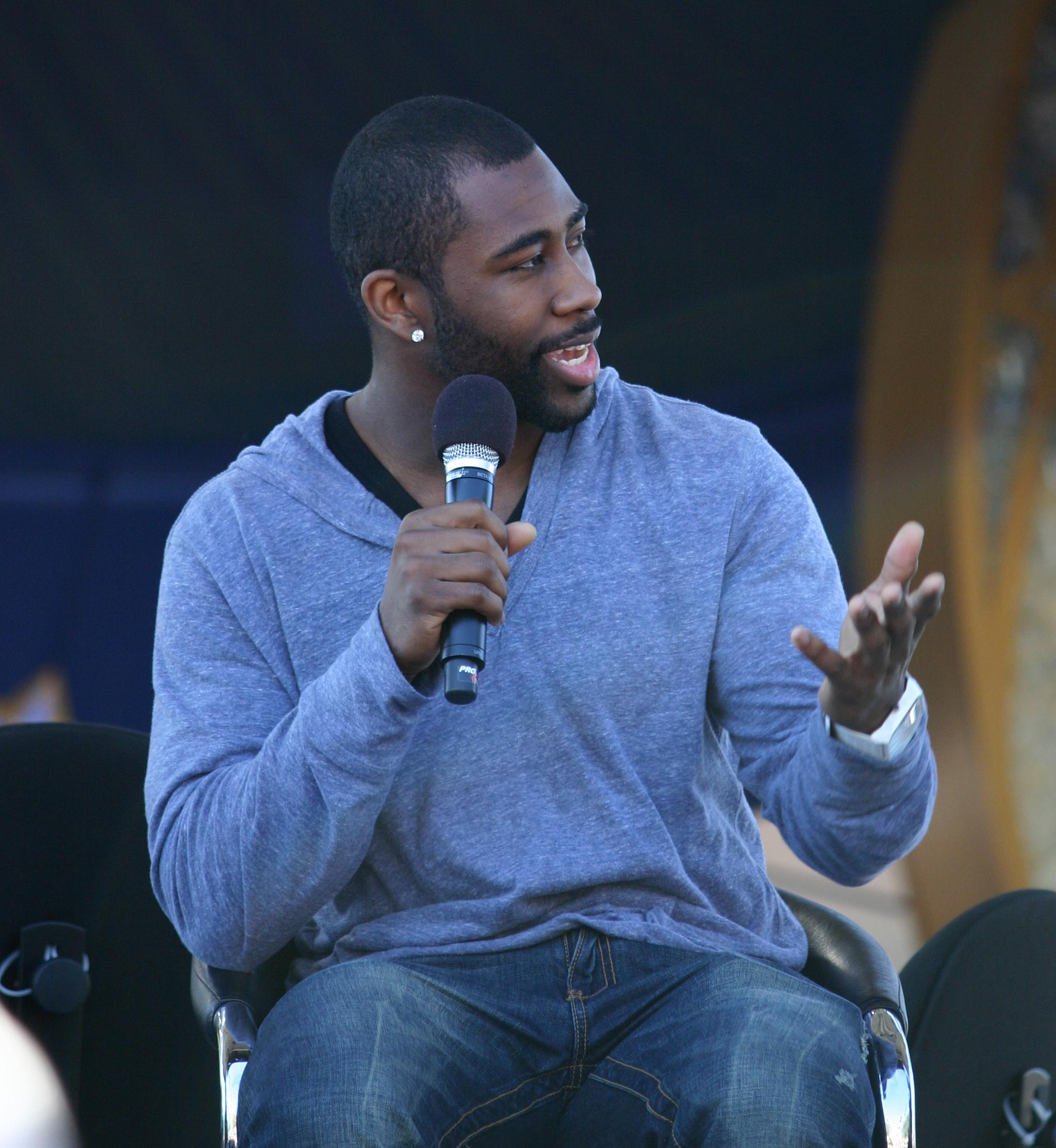
Jets vyměnili Darrella Revise do Tampy Bay Buccaneers

- 21. dubna – Cornerback Darrelle Revis byl vyměněn Jets do Buccaneers.[10] Jets za to obdrželi právo volby v prvním kole Draftu NFL 2013 (ve kterém si vybrali Sheldona Richardsona) a podmínečné právo volby ve čtvrtém kole Drafftu NFL 2014. Revis, trojnásobný člen All-Pro týmu, byl považován za jednoho z nejlepších obránců soutěže, ale vracel po zranění kolene a Jets nevěděli, zda jim v průběhu sezóny 2013 pomůže. Buccaneers s Revisem podepsali šestiletý kontrakt za 96 milionů dolarů.[10]

V sezóně

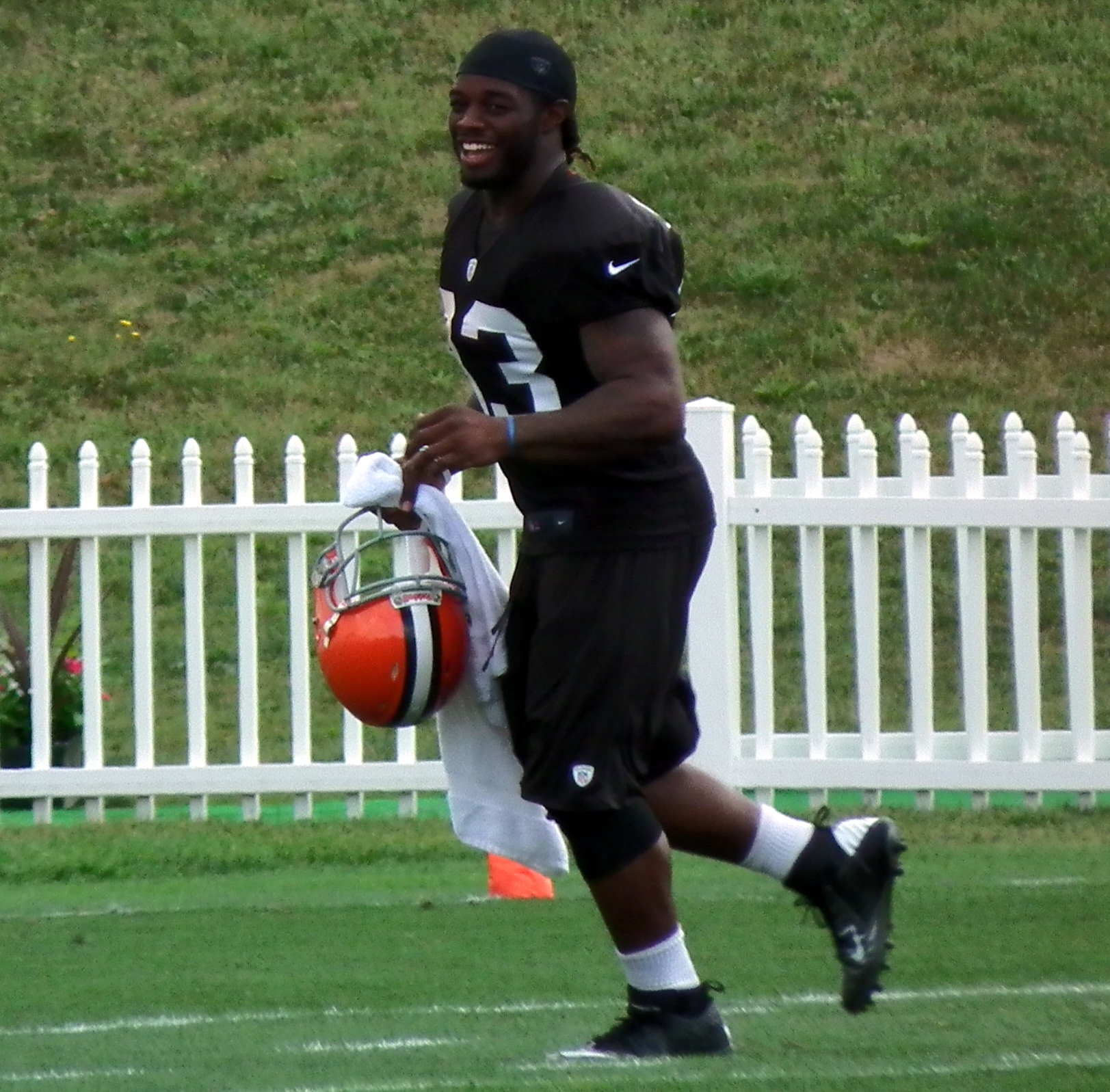
Trent Richardson posílil Colts

- 18. září – Překvapivým obchodem byl přesun Running back Trenta Richardsona v půli sezóny od Browns k Indianapolis Colts výměnou za právo volby v prvním kole Draftu NFL 2014. Přestup byl překvapivý proto, že Browns se v Draftu NFL 2012 snažili posunout co nejvýše, aby dosáhli na Richardson a ten měl být základním stavebním kamenem jejich ofenzívy.[11]
- 2. října – Offensive tackle Eugene Monroe byl vyměněn z Jacksonville Jaguars do Baltimore Ravens za právo volby ve čtvrtém a pátém kole Draftu NFL 2014. Jaguars si Monroea vybrali v prvním kole Draftu NFL 2009.[12]

### Draft
Draft NFL 2013 byl pořádán ve dnech 25. až 27. dubna 2013 v New Yorku. NFL Scouting Combine, které samotnému Draftu přechází, se konalo v Indianapolisu ve dnech 20. až 26. února Jedničkou Draftu vybrali Kansas City Chiefs Offensive tackla Erica Fishera z Central Michigan University.

## Základní část
V sezóně 2013 bylo v základní části sehráno 256 utkání během sedmnácti týdnů, počínaje čtvrteční předehrávkou 4. září. Každý z 32 týmů odehrál šestnáct zápasů a jeden týden měl volný mezi týdny 4 a 12. Rozpis zahrnoval sedmnáct předehrávek "Monday Night Football" včetně dvojzápasu v prvním týdnu sezóny a rovněž sedmnáct utkání ve čtvrtek, včetně tří zápasů na Den díkůvzdání. Základní část skončila 29. prosince.
Formát rozpisu zápasů
NFL používá pevně daný formát, kdo a kde se s kým v každé sezóně utká. Každý tým sehraje se svými třemi divizními soupeři dvě utkání, jedno doma a jedno venku (celkem 6 zápasů). Každý tým sehraje čtyři zápasy proti týmům z jedné divize jejich konference, dva doma a dva venku (celkem 4 zápasy). O tom, která divize to bude, rozhoduje tříletý, pevně daný cyklus rotace. Každý tým sehraje čtyři zápasy proti týmům z jedné divize z druhé konference, dva doma a dva venku (celkem 4 zápasy). O tom, která divize to bude, rozhoduje čtyřletý, pevně daný cyklus rotace. Každý tým sehraje dva zápasy proti týmům z různých divizí jejich konference, které se umístili v předchozí sezóně na stejném místě v rámci své divize. Jedno utkání doma, druhé venku (celkem 2 zápasy). Takto byly rozpárovány jednotlivé divize pro sezónu 2013:
| V konferenci AFC North vs. AFC East AFC South vs. AFC West NFC North vs. NFC East NFC South vs. NFC West | Mezi konferencemi AFC North vs. NFC North AFC South vs. NFC West AFC East vs. NFC South AFC West vs. NFC East |

### Celkové pořadí základní části
| (x) | = týmy, které dosáhly na play-off; pořadí v rámci konference je v závorce |  |

| AFC East                  |    |    |   |      |     |     |
| Tým                       | V  | P  | R | PCT  | BZ  | BO  |
| (2) New England Patriots  | 12 | 4  | 0 | .750 | 444 | 338 |
| New York Jets[a]          | 8  | 8  | 0 | .500 | 290 | 387 |
| Miami Dolphins[a]         | 8  | 8  | 0 | .500 | 317 | 335 |
| Buffalo Bills             | 6  | 10 | 0 | .375 | 339 | 388 |
| AFC North                 |    |    |   |      |     |     |
| Tým                       | V  | P  | R | PCT  | BZ  | BO  |
| (3) Cincinnati Bengals[b] | 11 | 5  | 0 | .688 | 430 | 305 |
| Pittsburgh Steelers[c]    | 8  | 8  | 0 | .500 | 379 | 370 |
| Baltimore Ravens[c]       | 8  | 8  | 0 | .500 | 320 | 352 |
| Cleveland Browns          | 4  | 12 | 0 | .250 | 308 | 406 |
| AFC South                 |    |    |   |      |     |     |
| Tým                       | V  | P  | R | PCT  | BZ  | BO  |
| (4) Indianapolis Colts[b] | 11 | 5  | 0 | .688 | 391 | 336 |
| Tennessee Titans          | 7  | 9  | 0 | .438 | 362 | 381 |
| Jacksonville Jaguars      | 4  | 12 | 0 | .250 | 247 | 449 |
| Houston Texans            | 2  | 14 | 0 | .125 | 276 | 428 |
| AFC West                  |    |    |   |      |     |     |
| Tým                       | V  | P  | R | PCT  | BZ  | BO  |
| (1) Denver Broncos        | 13 | 3  | 0 | .813 | 606 | 399 |
| (5) Kansas City Chiefs    | 11 | 5  | 0 | .688 | 430 | 305 |
| (6) San Diego Chargers    | 9  | 7  | 0 | .563 | 396 | 348 |
| Oakland Raiders           | 4  | 12 | 0 | .250 | 322 | 453 |

| NFC East                |    |    |   |      |     |     |
| Tým                     | V  | P  | R | PCT  | BZ  | BO  |
| (3) Philadelphia Eagles | 10 | 6  | 0 | .625 | 442 | 382 |
| Dallas Cowboys          | 8  | 8  | 0 | .500 | 439 | 432 |
| New York Giants         | 7  | 9  | 0 | .438 | 294 | 383 |
| Washington Redskins     | 3  | 13 | 0 | .188 | 334 | 478 |
| NFC North               |    |    |   |      |     |     |
| Tým                     | V  | P  | R | PCT  | BZ  | BO  |
| (4) Green Bay Packers   | 8  | 7  | 1 | .531 | 417 | 428 |
| Chicago Bears           | 8  | 8  | 0 | .500 | 445 | 478 |
| Detroit Lions           | 7  | 9  | 0 | .438 | 395 | 376 |
| Minnesota Vikings       | 5  | 10 | 1 | .344 | 391 | 480 |
| NFC South               |    |    |   |      |     |     |
| Tým                     | V  | P  | R | PCT  | BZ  | BO  |
| (2) Carolina Panthers   | 12 | 4  | 0 | .750 | 366 | 241 |
| (6) New Orleans Saints  | 11 | 5  | 0 | .688 | 414 | 304 |
| Atlanta Falcons[d]      | 4  | 12 | 0 | .250 | 353 | 443 |
| Tampa Bay Buccaneers[d] | 4  | 12 | 0 | .250 | 288 | 389 |
| NFC West                |    |    |   |      |     |     |
| Tým                     | V  | P  | R | PCT  | BZ  | BO  |
| (1) Seattle Seahawks    | 13 | 3  | 0 | .813 | 417 | 231 |
| (5) San Francisco 49ers | 12 | 4  | 0 | .750 | 406 | 272 |
| Arizona Cardinals       | 10 | 6  | 0 | .625 | 379 | 324 |
| St. Louis Rams          | 7  | 9  | 0 | .438 | 348 | 364 |

Stejná bilance
- a New York Jets skončili před Miami Dolphins na základě lepšího poměru vítězství a porážek mezi týmy divize AFC East (3 vítězství a 3 porážky versus 2+4).[16]
- b Cincinnati Bengals byli nasazeni jako číslo 3, protože dokázali porazit Indianapolis Colts v přímém souboji 42:28).[16]
- c Pittsburgh Steelers skončili před Baltimore Ravens na základě lepšího poměru vítězství a porážek mezi týmy divize AFC North (4 vítězství a 2 porážky versus 3+3).[16]
- d Atlanta Falcons skončila před Tampou Bay Buccaneers na základě lepšího poměru vítězství a porážek mezi týmy v konferenci NFC (3 vítězství a 9 porážek versus 2+10).[16]

## Play-off
Wild card round
Ve Wild card round se představily dva týmy s divokou kartou a dva nejníže nasazení vítězové divizí. Dva nejvýše nasazené týmy z konference, Seattle Seahawks, Carolina Panthers, Denver Broncos a New England Patriots, měli v prvním kole volno. Všechny čtyři zápasy byly odehrány 4. a 5. 2014 ledna.
V prvním utkání se Indianapolis Colts povedlo dotáhnout druhý největší bodový deficit v historii play-off a porazit Kansas City Chiefs 45:44. Větší comeback dokázalo pouze Buffalo Bills v roce 1992, když zdolalo v Houston Oilers v prodloužení 41:38. A bylo to vůbec poprvé v jakémkoliv utkání,co tým dokázal stáhnout 28 bodů a vyhrát v základní hrací době (tedy bez prodloužení). Rovněž jde o utkání s nejvyšším bodovým ziskem, které skončilo rozdílem pouze jednoho bodu, a také historicky první utkání které skončilo 45:44. Colts a Chiefs dohromady získali 1 049 yardů, což je nový rekord pro jediné play-off utkání. Pro Chiefs to byla osmá porážka v play-off v řadě, čímž se osamostatnili v této nelichotivé statistice, předtím ji drželi s Detroit Lions.
New Orleans Saints porazili Eagles 26:24, což pro ně bylo první venkovní play-off vítězství v historii klubu. Saints si brzy vypracovali vedení 20:7, ale Eagles pět minut před koncem otočili na 24:23. Saints se ovšem podařil poslední drive a s vypršením času proměnil Shayne Graham rozhodující field gól.
Jediný zápas tohoto vékendu, který neskončil rozdílem tří bodů a méně bylo vítězství Chargers nad Cincinnati Bengals 27:10. Quarterback Bengals Andy Dalton se v druhé půli dopustil tří turnoverů a Chargers díky dvaceti skórovaným bodům v řadě otočili poločasový stav z 7:10 na 27:10. Bengals nejenže ztratili rekordní třetí otevírací zápas play-off v řadě za sebou, ale také prodloužili svou nelichotivou sérii bez vyhraného utkání v play-off na dvacet tří let.
V posledním utkání porazili San Francisco 49ers Green Bay Packers v brutálních chladných podmínkách na Lambeau Field 23:20. Teplota při zápasu dosahovala -15 °a při poryvech větru dokonce -23 °C. Quarterback 49ers Colin Kaepernick se s těžkými podmínkami vyrovnal skvěle, přihrál na 227 yardů, naběhal dalších 98 a dovedl svůj tým k vítězství. Rozhodující field gól proměnil s vypršením času Phil Dawson. Packers podruhé za sebou vypadli v play-off s 49ers.
Divisional round
Všechny čtyři zápasy byly odehrány 11. a 12. 2014 ledna a tři ze čtyř byly reprízou zápasů ze základní části, pouze Patriots a Colts se předtím nestřetli.
Seahawks porazili Saints 23:15, přičemž v poločase už vedli 16:0, jenže Saints utkání zdramatizovali. Seahawks odrazili nápor soupeře ve čtvrtině poté, co Marshawn Lynch zaznamenal 31 yardů dlouhý touchdown a celkem si připsal 140 naběhaných yardů.
Running back LeGarrette Blount a obrana Patriots byli hlavními hvězdami při vítězství nad Colts v poměru 43:22. Blount naběhal 166 yardů, zatímco Quarterback Colts Andrew Luck hodil 4 interceptiony. Quarterback Patriots Tom Brady překonal rekord play-off v počtu startů v play-off (25). Patriots se tak třetí sezónu za sebou dostali do finále konference. Trenér Bill Belichick se rovněž posunul na druhé místo historických tabulek v počtu vítězných zápasů v play-off.
49ers porazili Panthers 23:10 zejména zásluhou precizní obrany, která soupeře dvakrát zastavila na jednom yardu, zaznamenala 2 interceptiony a pětkrát sackovala soupeřova Quarterbacka. Vítězství poslalo 49ers potřetí za sebou a popatnácté celkem do konferenčního finále, čímž byl vyrovnán rekord Steelers. Jim Harbaugh se stal historicky prvním trenérem, který ve svých prvních třech sezónách dostal svůj tým pokaždé do finále konference.
V posledním utkání Broncos zdolali Chargers 24:17. Byl to v probíhající sezóně teprve počtvrté, co Broncos neskórovali 30 a více bodů (z toho třikrát proti Chargers), ale ofenzíva Chargers nedokázala tuto výhodu zužitkovat. Na začátku čtvrté čtvrtiny vedli Broncos 17:0 a i když se Chargers pokusili o obrat ,přišel později a byl příliš krátký.
Konferenční finále
Obě konferenční finále se odehrála 19. ledna 2014
V prvním utkání Broncos hostili Patriots a zvítězili 26:16. Quarterback Peyton Manning naházel 400 yardů a zejména dva dlouhé drivy trvající přes sedm minut značně vyčerpaly obranu Patriots. Toto byl třetí Manningův play-off zápas, ve kterém naházel 400 a více yardů, čímž v této statistice dorovnal Drewa Breese. Hlavní trenér Broncos John Fox, který předtím vedl Panthers v Super Bowlu XXXVIII v roce 2004, se stal šestým trenérem, kterému se podařilo dovést do Super Bowlu dva různé týmy.
Obrana Seahawks donutila útok 49ers vyprodukovat 3 turnovery ve čtvrté čtvrtině, a protože útok Seahawks zaznamenal 10 bodů, zvítězili domácí 23:17. Poslední akcí zápasu se Quarterback 49ers Colin Kaepernick snažil v end zóně najít Wide receivera Michaela Crabtreeho, jenže ji zblokoval Cornerback Richard Sherman do rukou Malcolma Smithe a zajistil domácím teprve druhou účast v Super Bowlu.

### Super Bowl XLVIII

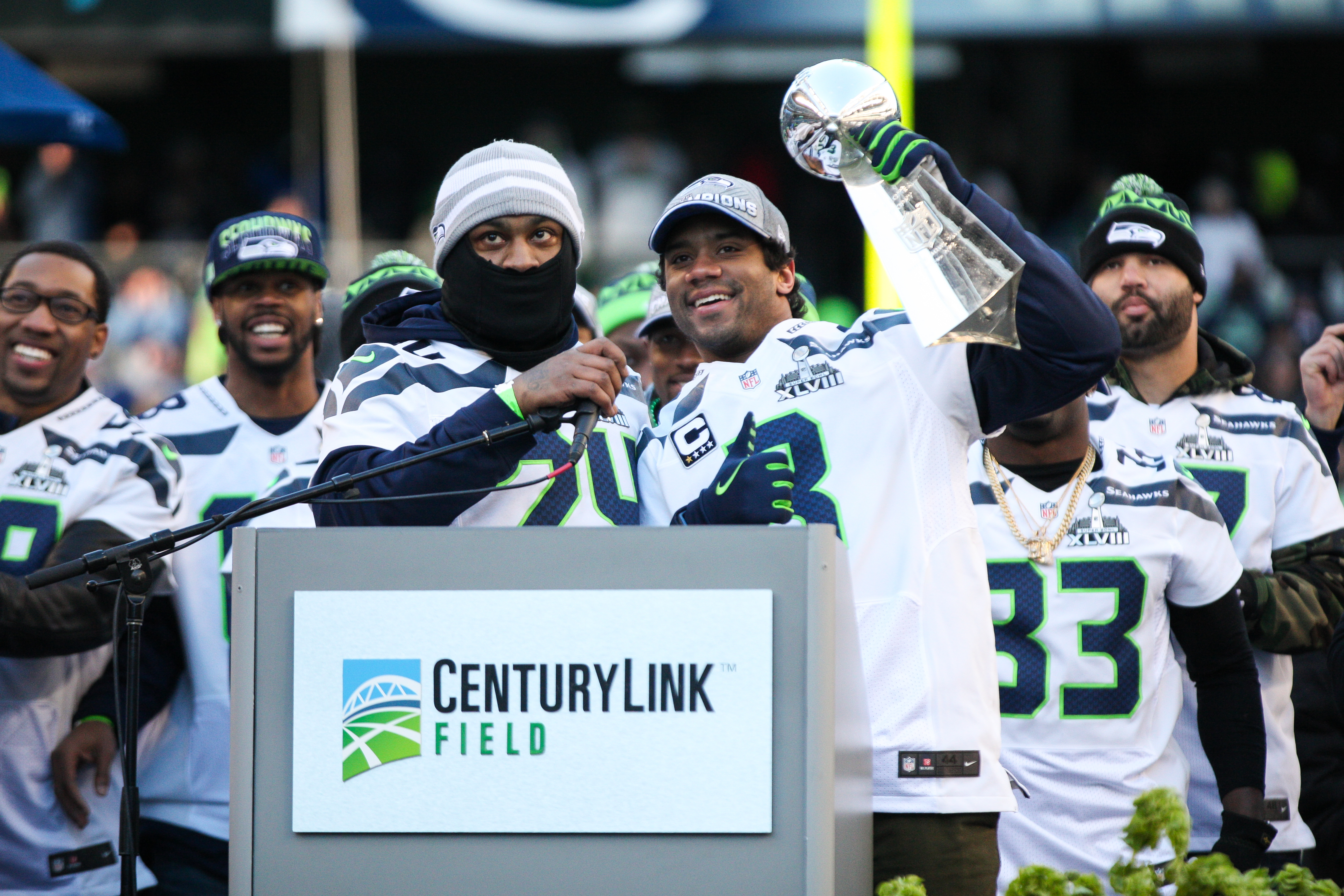
Russell Wilson a Marshawn Lynch slaví vítězství v Super Bowlu

V Super Bowlu XLVIII se představili dva nejvýše nasazené týmy teprve podruhé za posledních dvacet let. Broncos se mohli pyšnit nejlepším útokem v lize, Seahawks nejlepší obranou. Zápas byl sehrán 2. února 2014 na MetLife Stadium v East Rutherfordu, a bylo to poprvé, co se v Super Bowlu hrálo venku v chladném podnebí. Utkání začalo pro Broncos katastrofálně, protože hned v první akci Center Manny Ramirez při snapu přehodil Quarterbacka Peytona Manninga a i když míč získal Running back Broncos Knowshon Moreno, byl ve vlastní end zóně rychle složen a Seahawks zaznamenali safety. Byly to nejrychleji skórované body v Super Bowlu všech dob. Seahawks už vedení nepustili a zvítězili 43:8.
Pro Seahawks to byl první titul v NFL od založení týmu v roce 1976. Linebacker Seahawks Malcolm Smith, který skóroval 69 yardů dlouhý touchdown po interception, byl vyhlášen Nejužitečnějším hráčem utkání.
Pro Broncos to byla pátá porážka v Super Bowlu, nejvíc ze všech týmů NFL. I přes porážku překonal Peyton Manning další rekordy, včetně toho pro nejvíce zkompletovaných přihrávek v Super Bowlu (34) a celkem naházených yardů v play-off (6 589). Navíc Wide receiver Broncos Demaryius Thomas zachytil třináct přihrávek, nový rekord pro jeden Super Bowl.

### Play-off
|  |                                    |                                    |                                    |                       |                       |                                     |                                     |                                     |                               |                               |                               |                                    |                                    |                                    |  |  |  |  |
|  | 5. ledna – Lambeau Field           | 5. ledna – Lambeau Field           | 5. ledna – Lambeau Field           |                       |                       | 12. ledna – Bank of America Stadium | 12. ledna – Bank of America Stadium | 12. ledna – Bank of America Stadium |                               |                               |                               |                                    |                                    |                                    |  |  |  |  |
|  | 5. ledna – Lambeau Field           | 5. ledna – Lambeau Field           | 5. ledna – Lambeau Field           |                       |                       | 12. ledna – Bank of America Stadium | 12. ledna – Bank of America Stadium | 12. ledna – Bank of America Stadium |                               |                               |                               |                                    |                                    |                                    |  |  |  |  |
|  | 5. ledna – Lambeau Field           | 5. ledna – Lambeau Field           | 5. ledna – Lambeau Field           |                       |                       | 12. ledna – Bank of America Stadium | 12. ledna – Bank of America Stadium | 12. ledna – Bank of America Stadium |                               |                               |                               |                                    |                                    |                                    |  |  |  |  |
|  | 5. ledna – Lambeau Field           | 5. ledna – Lambeau Field           | 5. ledna – Lambeau Field           |                       |                       | 12. ledna – Bank of America Stadium | 12. ledna – Bank of America Stadium | 12. ledna – Bank of America Stadium |                               |                               |                               |                                    |                                    |                                    |  |  |  |  |
|  | 5                                  | San Francisco 49ers                | 23                                 |                       |                       | 12. ledna – Bank of America Stadium | 12. ledna – Bank of America Stadium | 12. ledna – Bank of America Stadium |                               |                               |                               |                                    |                                    |                                    |  |  |  |  |
|  | 5                                  | San Francisco 49ers                | 23                                 | 5                     | San Francisco 49ers   | 23                                  |                                     |                                     |                               |                               |                               |                                    |                                    |                                    |  |  |  |  |
|  | 4                                  | Green Bay Packers                  | 20                                 | 5                     | San Francisco 49ers   | 23                                  |                                     |                                     | 19. ledna – CenturyLink Field | 19. ledna – CenturyLink Field | 19. ledna – CenturyLink Field |                                    |                                    |                                    |  |  |  |  |
|  | 4                                  | Green Bay Packers                  | 20                                 | 2                     | Carolina Panthers     | 10                                  |                                     |                                     | 19. ledna – CenturyLink Field | 19. ledna – CenturyLink Field | 19. ledna – CenturyLink Field |                                    |                                    |                                    |  |  |  |  |
|  |                                    |                                    |                                    | 2                     | Carolina Panthers     | 10                                  |                                     |                                     | 19. ledna – CenturyLink Field | 19. ledna – CenturyLink Field | 19. ledna – CenturyLink Field |                                    |                                    |                                    |  |  |  |  |
|  | Konference AFC                     |                                    |                                    |                       |                       |                                     |                                     |                                     | 19. ledna – CenturyLink Field | 19. ledna – CenturyLink Field | 19. ledna – CenturyLink Field |                                    |                                    |                                    |  |  |  |  |
|  | 4. ledna – Lincoln Financial Field | 4. ledna – Lincoln Financial Field | 4. ledna – Lincoln Financial Field | 5                     | San Francisco 49ers   | 17                                  |                                     |                                     |                               |                               |                               |                                    |                                    |                                    |  |  |  |  |
|  | 4. ledna – Lincoln Financial Field | 4. ledna – Lincoln Financial Field | 4. ledna – Lincoln Financial Field | 5                     | San Francisco 49ers   | 17                                  | 11. ledna – CenturyLink Field       |                                     |                               |                               |                               |                                    |                                    |                                    |  |  |  |  |
|  | 4. ledna – Lincoln Financial Field | 4. ledna – Lincoln Financial Field | 4. ledna – Lincoln Financial Field |                       | 1                     | Seattle Seahawks                    | 23                                  |                                     |                               |                               |                               |                                    |                                    |                                    |  |  |  |  |
|  | 4. ledna – Lincoln Financial Field | 4. ledna – Lincoln Financial Field | 4. ledna – Lincoln Financial Field |                       | 1                     | Seattle Seahawks                    | 23                                  |                                     |                               |                               |                               |                                    |                                    |                                    |  |  |  |  |
|  | 6                                  | New Orleans Saints                 | 26                                 | Finále konference AFC | Finále konference AFC | Finále konference AFC               |                                     |                                     |                               |                               |                               |                                    |                                    |                                    |  |  |  |  |
|  | 6                                  | New Orleans Saints                 | 26                                 | Finále konference AFC | Finále konference AFC | Finále konference AFC               | 6                                   | New Orleans Saints                  | 15                            |                               |                               |                                    |                                    |                                    |  |  |  |  |
|  | 3                                  | Philadelphia Eagles                | 24                                 | Finále konference AFC | Finále konference AFC | Finále konference AFC               | 6                                   | New Orleans Saints                  | 15                            |                               |                               | 2. února – MetLife Stadium         | 2. února – MetLife Stadium         | 2. února – MetLife Stadium         |  |  |  |  |
|  | 3                                  | Philadelphia Eagles                | 24                                 | Finále konference AFC | Finále konference AFC | Finále konference AFC               | 1                                   | Seattle Seahawks                    | 23                            |                               |                               | 2. února – MetLife Stadium         | 2. února – MetLife Stadium         | 2. února – MetLife Stadium         |  |  |  |  |
|  | Wild Card Round                    |                                    |                                    |                       |                       |                                     | 1                                   | Seattle Seahawks                    | 23                            |                               |                               | 2. února – MetLife Stadium         | 2. února – MetLife Stadium         | 2. února – MetLife Stadium         |  |  |  |  |
|  | Divisional Round                   |                                    |                                    |                       |                       |                                     |                                     |                                     |                               |                               |                               | 2. února – MetLife Stadium         | 2. února – MetLife Stadium         | 2. února – MetLife Stadium         |  |  |  |  |
|  | 4. ledna – Lucas Oil Stadium       | 4. ledna – Lucas Oil Stadium       | 4. ledna – Lucas Oil Stadium       | N1                    | Seattle Seahawks      | 43                                  |                                     |                                     |                               |                               |                               |                                    |                                    |                                    |  |  |  |  |
|  | 4. ledna – Lucas Oil Stadium       | 4. ledna – Lucas Oil Stadium       | 4. ledna – Lucas Oil Stadium       | N1                    | Seattle Seahawks      | 43                                  | 11. ledna – Gillette Stadium        |                                     |                               |                               |                               |                                    |                                    |                                    |  |  |  |  |
|  | 4. ledna – Lucas Oil Stadium       | 4. ledna – Lucas Oil Stadium       | 4. ledna – Lucas Oil Stadium       |                       | A1                    | Denver Broncos                      | 8                                   |                                     |                               |                               |                               |                                    |                                    |                                    |  |  |  |  |
|  | 4. ledna – Lucas Oil Stadium       | 4. ledna – Lucas Oil Stadium       | 4. ledna – Lucas Oil Stadium       |                       | A1                    | Denver Broncos                      | 8                                   |                                     |                               |                               |                               |                                    |                                    |                                    |  |  |  |  |
|  | 5                                  | Kansas City Chiefs                 | 44                                 | Super Bowl XLVIII     | Super Bowl XLVIII     | Super Bowl XLVIII                   |                                     |                                     |                               |                               |                               |                                    |                                    |                                    |  |  |  |  |
|  | 5                                  | Kansas City Chiefs                 | 44                                 | Super Bowl XLVIII     | Super Bowl XLVIII     | Super Bowl XLVIII                   | 4                                   | Indianapolis Colts                  | 22                            |                               |                               |                                    |                                    |                                    |  |  |  |  |
|  | 4                                  | Indianapolis Colts                 | 45                                 | Super Bowl XLVIII     | Super Bowl XLVIII     | Super Bowl XLVIII                   | 4                                   | Indianapolis Colts                  | 22                            |                               |                               | 19. ledna – Sports Authority Field | 19. ledna – Sports Authority Field | 19. ledna – Sports Authority Field |  |  |  |  |
|  | 4                                  | Indianapolis Colts                 | 45                                 | Super Bowl XLVIII     | Super Bowl XLVIII     | Super Bowl XLVIII                   | 2                                   | New England Patriots                | 43                            |                               |                               | 19. ledna – Sports Authority Field | 19. ledna – Sports Authority Field | 19. ledna – Sports Authority Field |  |  |  |  |
|  |                                    |                                    |                                    |                       |                       |                                     | 2                                   | New England Patriots                | 43                            |                               |                               | 19. ledna – Sports Authority Field | 19. ledna – Sports Authority Field | 19. ledna – Sports Authority Field |  |  |  |  |
|  | Konference NFC                     |                                    |                                    |                       |                       |                                     |                                     |                                     |                               |                               |                               | 19. ledna – Sports Authority Field | 19. ledna – Sports Authority Field | 19. ledna – Sports Authority Field |  |  |  |  |
|  | 5. ledna – Paul Brown Stadium      | 5. ledna – Paul Brown Stadium      | 5. ledna – Paul Brown Stadium      | 2                     | New England Patriots  | 16                                  |                                     |                                     |                               |                               |                               |                                    |                                    |                                    |  |  |  |  |
|  | 5. ledna – Paul Brown Stadium      | 5. ledna – Paul Brown Stadium      | 5. ledna – Paul Brown Stadium      | 2                     | New England Patriots  | 16                                  | 12. ledna – Sports Authority Field  |                                     |                               |                               |                               |                                    |                                    |                                    |  |  |  |  |
|  | 5. ledna – Paul Brown Stadium      | 5. ledna – Paul Brown Stadium      | 5. ledna – Paul Brown Stadium      |                       | 1                     | Denver Broncos                      | 26                                  |                                     |                               |                               |                               |                                    |                                    |                                    |  |  |  |  |
|  | 5. ledna – Paul Brown Stadium      | 5. ledna – Paul Brown Stadium      | 5. ledna – Paul Brown Stadium      |                       | 1                     | Denver Broncos                      | 26                                  |                                     |                               |                               |                               |                                    |                                    |                                    |  |  |  |  |
|  | 6                                  | San Diego Chargers                 | 27                                 | Finále konference NFC | Finále konference NFC | Finále konference NFC               |                                     |                                     |                               |                               |                               |                                    |                                    |                                    |  |  |  |  |
|  | 6                                  | San Diego Chargers                 | 27                                 | Finále konference NFC | Finále konference NFC | Finále konference NFC               | 6                                   | San Diego Chargers                  | 17                            |                               |                               |                                    |                                    |                                    |  |  |  |  |
|  | 3                                  | Cincinnati Bengals                 | 10                                 | Finále konference NFC | Finále konference NFC | Finále konference NFC               | 6                                   | San Diego Chargers                  | 17                            |                               |                               |                                    |                                    |                                    |  |  |  |  |
|  | 3                                  | Cincinnati Bengals                 | 10                                 | Finále konference NFC | Finále konference NFC | Finále konference NFC               | 1                                   | Denver Broncos                      | 24                            |                               |                               |                                    |                                    |                                    |  |  |  |  |

## Pro Bowl
Pro Bowl je all-star utkáním NFL. Vedení soutěže dlouho zvažovalo, jestli tento rok zápas vůbec uspořádá. 20. března 2013 byla oznámeno, že se uskuteční nejen ve stejném termínu jako obvykle, tedy týden před Super Bowlem, ale i na stejném místě, na Aloha Stadium v Honolulu. Nicméně formát se změnil: dříve byli hráči rozděleni na dva týmy podle konferencí, tentokrát byli vybrání dva "kapitáni", kteří si každý mohl zvolit libovolné hráče do svého týmy. Těmito nehrajícími kapitány byli Deion Sanders a Jerry Rice.

## Zajímavé události
Zde je výběr těch nejzajímavějších událostí, které se staly v roce 2013 a měly souvislost s NFL:
Aaron Hernandez obviněn z vraždy

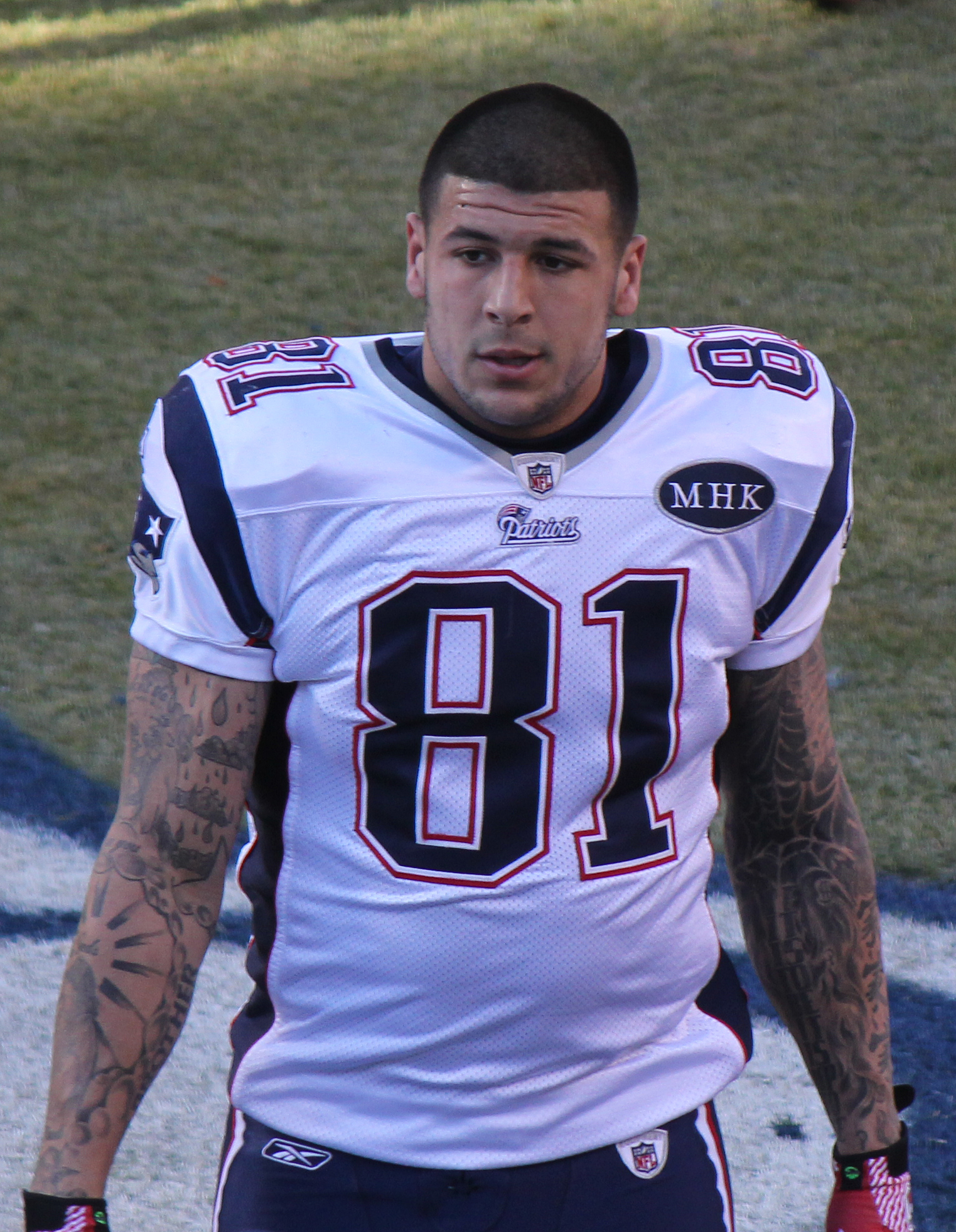
Bývalý Tight end Patriots Aaron Hernandez

V srpnu byl obviněn bývalý Tight end New England Patriots Aaron Hernandez z vraždy Odina Lloyda. Hernandez byl propuštěn Patriots po zatčení v červnu a klub svým fanouškům nabídl, že jim vymění jeho dres za jiný stejné hodnoty.
Incident Rileyho Coopera
Wide receiver Eagles Riley Cooper byl zachycen na video během hudebního koncertu, jak používá rasistické urážky. Poté, co se video stalo virálním během tréninkového kempu, byl Cooper odvolán od týmu, a by vyhledal poradce s chováním. Eagles mu rovněž udělili neveřejnou pokutu.
Spor bývalých hráčů, kteří utrpěli otřes mozku
V srpnu, těsně před startem základní části, zažaloval skupina bývalých hráčů NFL o 765 milionů dolarů zato, že vedení ligy je nedostatečně informovalo o spojení mezi otřesem mozku a následnými problémy v běžném životě. Soudce v tomto sporu později žalobu zamítl na základě toho, že částka nemusí být dostatečně velká na to, aby pokryla potřeby všech stěžovatelů.
Buccaneers propustili Quarterbacka Joshe Freemana uprostřed sezóny
V říjnu propustili Buccaneers Quarterback Joshe Freemana poté, co se ho neúspěšně pokusili prodat. Freeman byl považován za jednoho z nejlepších mladých Quarterbacků, když v sezóně 2010 dovedl Buccaneers k bilanci 10-6, ale poté si neporozuměl s trenérem Gregem Schianem (který přišel v roce 2012) a kterého v průběhu sezóny posadil na lavičku. Přestože mu bylo teprve 25 let, Freemen vedl historické statistiky klubu v počtu touchdownů, zkompletovaných přihrávek a byl druhý v naházených yardech. Jeho dalším působištěm se stala Minnesota Vikings, nicméně po jediném neúspěšném utkání byl posazen na lavičku a do konce roku si již nezahrál.
Nákaza zlatým stafylokokem v Tampě
Tři hráči Tampy Bay Buccaneers, Kicker Lawrence Tynes, Guard Carl Nicks a Cornerback Johnthan Banks se během sezóny nakazili Meticilin-rezistentním zlatým stafylokokem. Potencionálně smrtící zlatý stafylokok se v minulosti vyskytl i v jiných týmech, například ve Washingtonu Redskins, St. Louis Rams a Cleveland Browns. Po potvrzení třetí infekce se krátce uvažovalo, že by si Bucaneers odložili utkání šestého týdne proti Eagles, ale nakonec bylo rozhodnuto pokračovat podle rozpisu.
Šikana u Dolphins
Offensive lineman Dolphins Richie Incognito byl týmem v listopadu suspendován poté, co vyplulo na povrch, že šikanoval svého spoluhráče Jonathana Martina, který předtím opustil tým v důsledku Incognitova chování.
Oficiální vyšetřování NFL dospělo k závěru, že Martin a další zaměstnanci Dolphins byli vystaveni trvalému obtěžování ze strany Incognita a také jeho spoluhráčů Johna Jerryho a Mikea Pounceyho. Ve zprávě dlouhé 144 stran ligou dosazený vyšetřovatel Ted Wells označil tuto situaci jako "klasický případ šikany". Zpráva rovněž uváděla jako jednoho z viníků trenéra Offensive line Dolphins Jima Turnera; Turner byl krátce po zveřejnění zprávy z klubu vyhozen.
Redskins posadili Quarterbacka Roberta Griffina III na lavičku
Hlavní trenér Redskins Mike Shanahan se rozhodl posadit na lavičku startujícího Quarterbacka Roberta Griffina III na poslední tři utkání základní části. I přes podstoupenou operaci kolene v sezóně 2012 se Griffin stal NFL Ofenzivním hráčem roku, nicméně v druhé sezóně již nebyl tak produktivní. Shanahan uvedl, že upřednostněním Kirka Cousinse na úkor Griffina se ho snažil ochránit před dalším zraněním, ačkoliv se objevily informace, že Shanahanovi vadil přátelský vztah mezi Griffinem a majitelem Redskins Danielem Snyderem. Shanahan byl po skončení sezóny vyhozen.

## Rekordy a milníky
- Během sezóny bylo zaznamenáno 11 985 bodů, což při průměru 46,8 bodu je nejvíc v historii NFL. Dosavadní rekord 46,5 bodu pocházel z roku 1948.
- Celkem bylo skórováno 1 338 touchdwonů, což překonalo rekord ligy z roku 2012, kdy jich bylo zaznamenáno 1 297.
- Bylo proměněno rekordních 863 field gólů. Kickeři dosáhli úspěšnosti 86,5 procenta, čímž zlomili dosavadní rekord roku 2008 s 84,5 procenty.
- S 5 477 naházenými yardy překonal Peyton Manning rekord Drewa Breese ze sezóny 2011 o jediný yard.
- Peyton Manning zaznamenal 55 přihrávek na touchdown a překonal tak rekord Toma Bradyho z roku 2007, který jich zaznamenal 50.
- S 606 zaznamenanými body v základní části předčili Denver Broncos rekord New England Patriots z roku 2007 (kteří si připsali 589 bodů) a stali se tak prvním týmem v historii, který překonal 600 bodů. Broncos rovněž překonali druhý nejofenzivnějším tým ligy, Chicago Bears, o 161 bodů, tedy v průměru o více než 10 bodů na zápas.
- Punter John Hekker z týmu St. Louis Rams stanovil nový rekord lig s průměrem 44,2 yardu na punt.[37]

## Změny na pozici hlavního trenéra
Před startem sezóny
| Tým                  | 2012 hlavní trenér     | Způsob odchodu | 2013 náhradník | Důvody |
| -------------------- | ---------------------- | -------------- | -------------- | --- |
| Arizona Cardinals    | Ken Whisenhunt         | Propuštěn      | Bruce Arians   | Whisenhunt dosáhl v průběhu let u Cardinals na bilanci 49 vítězství a 53 porážek (včetně play-off), což z něj učinilo procentuálně nejúspěšnějšího trenéra Cardinals všech dob, ale poslední tři sezóny se tým nedostal do play-off. Definitivně mu zlomila vaz nejvyšší porážka v historii klubu 0:58 do Seahawks v 14. týdnu. Arians jako dočasný trenér dovedl Indianapolis Colts k bilanci 9-3 poté, co se Chuck Pagano musel podrobit léčbě rakoviny. Ariansovou jedinou zkušeností s pozicí hlavního trenéra bylo angažmá v letech 1984 až 1988 za tým Temple University.                                                                       |
| Buffalo Bills        | Chan Gailey            | Propuštěn      | Doug Marrone   | Bills pod Gaileyho vedením zaznamenali 16 vítězství s 32 porážek a v každé ze tří sezón skončili ve své divizi poslední. Gailey se po propuštění rozhodl nebrat další nabídky k práci a ukončil kariéru. Marrone strávil předchozí čtyři sezóny jako hlavní trenér Syracuse University, předtím působil jako koordinátor ofenzívy tři sezóny u New Orleans Saints. |
| Chicago Bears        | Lovie Smith            | Propuštěn      | Marc Trestman  | Smith byl trenérem Bears devět sezón, jenže v ročníku 2012 se Chicago stalo prvním týmem od roku 1966, který se po sedmi výhrách a jedné porážce z prvních osmi zápasů nedokázal dostat do play-off. Trestman strávil předchozích pět sezón jako hlavní trenér Montreal Alouettes. Během této doby dokázal vyhrát titul (2009) a následně ho i obhájit (2010). |
| Cleveland Browns     | Pat Shurmur            | Propuštěn      | Rob Chudzinski | Shurmur během dvou sezón dokázal vyhrát pouhých devět utkání a ani jednou se mu nepodařilo dostat tým do play-off. Chudzinski strávil předchozí dvě sezóny jako koordinátor ofenzívy Caroliny Panthers a na této pozici již u Browns působil v letech 2007 a 2008. |
| Jacksonville Jaguars | Mika Mularkey          | Propuštěn      | Gus Bradley    | Mularkey dokázal v jediné sezóně vyhrát pouze dvě utkání. Bradley byl koordinátorem defenzívy Seahawks v předchozích třech sezónách. Předtím působil jako trenér Linebackerů u Buccaneers a ještě předtím strávil šestnáct sezón jako trenér různých univerzitních týmů. |
| Kansas City Chiefs   | Romeo Crennel          | Propuštěn      | Andy Reid      | Crennel byl původně povolán jako náhrada za vyhozeného Todda Haleyho, jenže v devatenácti zápase zvítězil pouze čtyřikrát. Reid byl vyhozen po čtrnácti sezónách z týmu Philadelphia Eagles. |
| Philadelphia Eagles  | Andy Reid              | Propuštěn      | Chip Kelly     | Pokud započítáme i zápasy play-off, měl Reid s Eagles bilanci 140–1–101 ve čtrnácti sezónách. Tým se pod jeho vedením dostal devětkrát do play-off, stal se pětkrát šampionem své konference a prohrál v Super Bowlu XXXIX. Vaz mu zlomila sezóna 2012, ve které Eagles dosáhli na bilanci 4-12, nejhorší pod Reidovým vedením. Kelly strávil předchozí čtyři sezóny jako hlavní trenér University of Oregon, kde se prosadil jako inovátor ofenzívy a dovedl tým ke čtyřem účastem v bowlech v řadě za sebou. Předtím se o jeho služby zajímali Browns, ale Kelly se rozhodl zůstat v Oregonu. O pár dní později změnil názor a přestoupil k Eagles. |
| San Diego Chargers   | Norv Turner            | Propuštěn      | Mike McCoy     | Turner sice s Chargers dosáhl na aktivní bilanci 59 vítězství a 43 porážek, jenže po třech účastech v play-off následně třikrát neuspěl. McCoy se stal hlavním trenérem poprvé v životě, předtím působil u Broncos jako koordinátor ofenzívy. |
| New Orleans Saints   | Joe Vitt, Aaron Kromer | Znovu dosazen  | Sean Payton    | Payton byl suspendován před sezónou 2012 za účast ve skandálu s odměňováním vlastních hráčů za zraněňování protihráčů. Do své pozice byl znovu dosazen 22. ledna. V šesti zápasech (sedmi týdnech), kdy Kromer vedl tým jako hlavní trenér, Saints dvakrát vyhráli a čtyřikrát prohráli, v deseti pod Vittem pětkrát vyhráli a stejný počet zápasů prohráli. |

V sezóně
| Tým            | Hlavní trenér | Důvod odchodu                                         | Dočasný hlavní trenér | Důvod |
| -------------- | ------------- | ----------------------------------------------------- | --------------------- | --- |
| Denver Broncos | John Fox      | Zdravotní důvody (týdny 10–13)                        | Jack Del Rio          | Del Rio byl jmenován dočasným trenérem Broncos poté, co se Fox podrobil operaci srdce. Fox se věděl o svých problémech, ale snažil se zákrok oddálit až na přestávku mezi sezónami. Del Rio byl v té době koordinátorem defenzívy Broncos a v letech 2001 až 2003 vedl Jacksonville Jaguars. |
| Houston Texans | Gary Kubiak   | Zdravotní důvody (týdny 9–10) Propuštěn (týdny 15–17) | Wade Phillips         | Kubiak musel opustit tým kvůli tranzitorní ischemické atace, kvůli které zkolaboval v přestávce mezi první druhou půlí utkání devátého týdne mezi Texans a Indianapolis Colts. Phillips převzal jeho pravomoci v druhé půli a rovněž v následujícím týdnu. Kubiak se vrátil v 11. týdnu, nicméně na radu doktorů raději odřídil dvě následující utkání z útrob stadionu. Kubiak byl propuštěn 6. prosince po porážce od Jaguars, která byla devátá v řadě. |

## Ocenění a statistiky

### Individuální ocenění
| Cena                            | Vítěz              | Pozice        | Tým                |
| ------------------------------- | ------------------ | ------------- | ------------------ |
| Nejužitečnější hráč NFL         | Peyton Manning     | Quarterback   | Denver Broncos     |
| Ofenzivní hráč roku             | Peyton Manning     | Quarterback   | Denver Broncos     |
| Defenzivní hráč roku            | Luke Kuechly       | Linebacker    | Carolina Panthers  |
| Trenér roku                     | Ron Rivera         | Hlavní trenér | Carolina Panthers  |
| Ofenzivní nováček sezóny        | Eddie Lacy         | Running back  | Green Bay Packers  |
| Defenzivní nováček sezóny       | Sheldon Richardson | Defensive end | New York Jets      |
| Návrat roku                     | Philip Rivers      | Quarterback   | San Diego Chargers |
| Pepsi nováček sezóny            | Keenan Allen       | Wide receiver | San Diego Chargers |
| Walter Payton Muž roku NFL      | Charles Tillman    | Cornerback    | Chicago Bears      |
| Nejužitečnější hráč Super Bowlu | Malcolm Smith      | Linebacker    | Seattle Seahawks   |

### All-Pro tým
Následující hráči byli vybráni do prvního týmu agenturou Associated Press:
| Útok             | Útok                                                                 |
| ---------------- | -------------------------------------------------------------------- |
| Quarterback      | Peyton Manning, Denver Broncos                                       |
| Running back     | LeSean McCoy, Philadelphia Eagles Jamaal Charles, Kansas City Chiefs |
| Fullback         | Mike Tolbert, Carolina Panthers                                      |
| Wide receiver    | Calvin Johnson, Detroit Lions Josh Gordon, Cleveland Browns          |
| Tight end        | Jimmy Graham, New Orleans Saints                                     |
| Offensive tackle | Joe Thomas, Cleveland Browns Jason Peters, Philadelphia Eagles       |
| Guard            | Louis Vasquez, Denver Broncos Evan Mathis, Philadelphia Eagles       |
| Center           | Ryan Kalil, Carolina Panthers                                        |

| Obrana                              | Obrana                                                                |
| ----------------------------------- | --------------------------------------------------------------------- |
| Defensive end                       | J. J. Watt, Houston Texans Robert Quinn, St. Louis Rams               |
| Defensive tackle                    | Gerald McCoy, Tampa Bay Buccaneers Ndamukong Suh, Detroit Lions       |
| Outside linebacker                  | Robert Mathis, Indianapolis Colts Lavonte David, Tampa Bay Buccaneers |
| Middle linebacker/Inside linebacker | Luke Kuechly, Carolina Panthers NaVorro Bowman, San Francisco 49ers   |
| Cornerback                          | Richard Sherman, Seattle Seahawks Patrick Peterson, Arizona Cardinals |
| Safety                              | Earl Thomas, Seattle Seahawks Eric Berry, Kansas City Chiefs          |

| Kicker        | Justin Tucker, Baltimore Ravens          |
| Punter        | John Hekker, St. Louis Rams              |
| Kick returner | Cordarrelle Patterson, Minnesota Vikings |

### Hráči týdne/měsíce
| Týden/ Měsíc | Útok Hráč týdne/měsíce             | Útok Hráč týdne/měsíce                                         | Obrana Hráč týdne/měsíce              | Obrana Hráč týdne/měsíce             | Special team Hráč týdne/měsíce      | Special team Hráč týdne/měsíce            |
| Týden/ Měsíc | AFC                                | NFC                                                            | AFC                                   | NFC                                  | AFC                                 | NFC                                       |
| ------------ | ---------------------------------- | -------------------------------------------------------------- | ------------------------------------- | ------------------------------------ | ----------------------------------- | ----------------------------------------- |
| 1            | Peyton Manning (Denver Broncos)    | Anquan Boldin (San Francisco 49ers)                            | Justin Houston (Kansas City Chiefs)   | Robert Quinn (St. Louis Rams)        | Nick Folk (New York Jets)           | Dwayne Harris (Dallas Cowboys)            |
| 2            | Philip Rivers (San Diego Chargers) | Aaron Rodgers (Green Bay Packers)                              | Mario Williams (Buffalo Bills)        | Richard Sherman (Seattle Seahawks)   | Trindon Holliday (Broncos)          | Devin Hester (Chicago Bears)              |
| 3            | Peyton Manning (Broncos)           | Jimmy Graham (New Orleans Saints)                              | Justin Houston (Chiefs)               | Greg Hardy (Carolina Panthers)       | Spencer Lanning (Cleveland Browns)  | Sam Martin (Detroit Lions)                |
| 4            | Philip Rivers (Chargers)           | Drew Brees (Saints)                                            | Alterraun Verner (Tennessee Titans)   | Patrick Peterson (Arizona Cardinals) | Dexter McCluster (Chiefs)           | Steven Hauschka (Seahawks)                |
| Září         | Peyton Manning (Broncos)           | Jimmy Graham (Saints)                                          | Justin Houston (Chiefs)               | Richard Sherman (Seahawks)           | Trindon Holliday (Broncos)          | Cordarrelle Patterson (Minnesota Vikings) |
| 5            | Geno Smith (New York Jets)         | DeSean Jackson (Philadelphia Eagles)                           | Charles Woodson (Oakland Raiders)     | Tramaine Brock (San Francisco 49ers) | Travis Benjamin (Cleveland Browns)  | Mason Crosby (Green Bay Packers)          |
| 6            | Andy Dalton (Cincinnati Bengals)   | Nick Foles (Philadelphia Eagles)                               | Tamba Hali (Chiefs)                   | Thomas Davis (Panthers)              | Nick Novak (Chargers)               | Dwayne Harris (Cowboys)                   |
| 7            | Andrew Luck (Indianapolis Colts)   | Matt Ryan (hráč amerického fotbalu)Matt Ryan (Atlanta Falcons) | Mario Williams (Bills)                | Sean Lee (Cowboys)                   | Shaun Suisham (Pittsburgh Steelers) | Andy Lee (49ers)                          |
| 8            | Marvin Jones (Bengals)             | Calvin Johnson (Lions)                                         | Dominique Rodgers-Cromartie (Broncos) | Terrell Thomas (New York Giants)     | Ryan Succop (Chiefs)                | Cordarrelle Patterson (Vikings)           |
| Říjen        | Andy Dalton (Bengals)              | Calvin Johnson (Lions)                                         | Robert Mathis (Colts)                 | Sean Lee (Cowboys)                   | Stephen Gostkowski (Patriots)       | Mason Crosby (Packers)                    |
| 9            | Jason Campbell (Cleveland Browns)  | Nick Foles (Eagles)                                            | Cameron Wake (Dolphins)               | Shea McClellin (Bears)               | Nick Folk (Jets)                    | Golden Tate (Seahawks)                    |
| 10           | Demaryius Thomas (Broncos)         | Drew Brees (Saints)                                            | Paul Posluszny (Jacksonville Jaguars) | Luke Kuechly (Panthers)              | Justin Tucker (Ravens)              | Tavon Austin (Rams)                       |
| 11           | Ben Roethlisberger (Steelers)      | Bobby Rainey (Tampa Bay Buccaneers)                            | Vontaze Burfict (Bengals)             | Jason Pierre-Paul (Giants)           | Adam Vinatieri (Colts)              | Donnie Jones (Eagles)                     |
| 12           | Tom Brady (Patriots)               | Carson Palmer (Cardinals)                                      | Troy Polamalu (Steelers)              | Lavonte David (Buccaneers)           | Justin Tucker (Ravens)              | Blair Walsh (Vikings)                     |
| Listopad     | Ben Roethlisberger (Steelers)      | Nick Foles (Eagles)                                            | Chandler Jones (Patriots)             | Thomas Davis (Panthers)              | Justin Tucker (Ravens)              | Tavon Austin (Rams)                       |
| 13           | Eric Decker (Broncos)              | Russell Wilson (Seahawks)                                      | Olivier Vernon (Dolphins)             | Justin Tuck (Giants)                 | Kevin Huber (Bengals)               | Donnie Jones (Eagles)                     |
| 14           | Andy Dalton (Bengals)              | Josh McCown (Bears)                                            | Tamba Hali (Chiefs)                   | John Abraham (Cardinals)             | Matt Prater (Broncos)               | Phil Dawson (49ers)                       |
| 15           | Jamaal Charles (Chiefs)            | Eddie Lacy (Packers)                                           | Michael Thomas (Dolphins)             | Richard Sherman (Seahawks)           | Justin Tucker (Ravens)              | Jay Feely (Cardinals)                     |
| 16           | Peyton Manning (Broncos)           | LeSean McCoy (Eagles)                                          | Jerrell Freeman (Colts)               | Luke Kuechly (Panthers)              | Nick Novak (Chargers)               | Josh Brown (Giants)                       |
| 17           | LeGarrette Blount (Patriots)       | Drew Brees (Saints)                                            | Dee Milliner (Jets)                   | Greg Hardy (Panthers)                | Adam Vinatieri (Colts)              | Phil Dawson (49ers)                       |
| Prosinec     | Peyton Manning (Broncos)           | LeSean McCoy (Eagles)                                          | Robert Mathis (Colts)                 | NaVorro Bowman (49ers)               | Dexter McCluster (Chiefs)           | Brad Nortman (Panthers)                   |

| Měsíc    | Nováček měsíce                            | Nováček měsíce                     |
| Měsíc    | Útok                                      | Obrana                             |
| -------- | ----------------------------------------- | ---------------------------------- |
| Září     | DeAndre Hopkins (Houston Texans)          | Kiko Alonso (Buffalo Bills)        |
| Říjen    | Eddie Lacy (Green Bay Packers)            | Tyrann Mathieu (Arizona Cardinals) |
| Listopad | Mike Glennon (Tampa Bay Buccaneers)       | Sheldon Richardson (New York Jets) |
| Prosinec | Cordarrelle Patterson (Minnesota Vikings) | Dee Milliner (Jets)                |

### Statistiky týmů
Útok
- Nejvíce skórovaných bodů: Denver Broncos, 606 bodů (37,9 bodu na zápas)
- Nejméně skórovaných bodů: Jacksonville Jaguars, 247 bodů (15,4 bodu na zápas)
- Nejvíce získaných yardů: Denver, 7 317 yardů (457,3 yardu na zápas)
- Nejméně získaných yardů: Tampa Bay Buccaneers, 4 432 yardů (277 yardů na zápas)
- Nejvíce naházených yardů: Denver, 5 444 yardů (340,3 yardu na zápas)
- Nejméně naházených yardů: Tampa Bay, 2 820 yardů (176,3 yardu na zápas)
- Nejvíce naběhaných yardů: Philadelphia Eagles, 2 566 yardů (160,4 yardu na zápas)
- Nejméně naběhaných yardů: Atlanta Falcons, 1 247 yardů (77,9 yardu na zápas)

Obrana
- Nejméně obdržených bodů: Seattle Seahawks, 231 bodů (14,4 bodu na zápas)
- Nejvíce obdržených bodů: Minnesota Vikings, 480 bodů (30 bodů na zápas)
- Nejméně obdržených yardů: Seattle, 4 378 yardů (273,6 yardu na zápas)
- Nejvíce obdržených yardů: Dallas Cowboys, 6 645 yardů (415,3 yardu na zápas)
- Nejméně obdržených yardů v pasové hře: Seattle, 2 752 yardů(172 yardů na zápas)
- Nejvíce obdržených yardů v pasové hře: Philadelphia Eagles, 4 636 yardů (289,8 yardu na zápas)
- Nejméně obdržených yardů v běhové hře: Arizona Cardinals, 1 351 yardů (84,4 yardu na zápas)
- Nejvíce obdržených yardů v pasové hře: Chicago Bears, 2 583 yardů (161,4 yardu na zápas)